# The Font of Courage
The Font of Courage è un cortometraggio muto del 1917 diretto da Burton L. King. Prodotto dalla Selig Polyscope Company, aveva come interpreti Robyn Adair, Virginia Kirtley, Leo Pierson.

## Trama
Lo sceriffo George Fuller è tenuto in gran conto per il suo coraggio. Suo figlio Sid, al contrario, è considerato un codardo fin da piccolo. Quando lo sceriffo ha uno scontro con "Bull" Parker, che ha marchiato Sid come codardo, lo sceriffo viene colpito e ferito. Chiede allora al figlio di arrestare il bullo per salvare l'onore della famiglia. Il giovane incontra Parker ma il suo fallimento sembra sicuro. Lo aiuterà a superare i suoi problemi l'amore che prova per Stella Brandt quando questa chiede il suo aiuto contro Parker. Il coraggio ritorna e Parker viene arrestato.

## Produzione
Il film fu prodotto dalla Selig Polyscope Company.

## Distribuzione
Distribuito dalla General Film Company, il film - un cortometraggio in una bobina - uscì nelle sale cinematografiche statunitensi nel giugno 1917.